# Ogg
|  | Aquest article tracta sobre un format de contenidor multimèdia. Si cerqueu el format d'àudio, vegeu «Ogg Vorbis». |

Ogg és un format de contenidor multimèdia desenvolupat per la Fundació Xiph.org i és el format nadiu per als còdecs multimèdia que també desenvolupa la mateixa fundació.
El format és lliure de patents i obert, igual que tota la tecnologia de Xiph.org. Fou dissenyat per a donar un alt grau d'eficiència en la reproducció en temps real i en la compressió de fitxers.
Com amb la majoria de formats contenidors, l'ogg encapsula les dades comprimides (i fins i tot sense comprimir) i permet la interpolació de les dades d'àudio i de vídeo dins d'un únic format. Altres exemples de formats contenidors serien l'AVI o el Matroska.
El nom d'Ogg es refereix al format de fitxer el qual inclou un nombre de còdecs separats i independents de vídeo i àudio, ambdós desenvolupats en codi obert. Els fitxers amb l'extensió poden ser de qualsevol tipus, àudio o vídeo. Atès que el seu ús és lliure de patents, diversos còdecs d'Ogg han estat incorporats en molts reproductors multimèdia (VLC, mplayer, etc.) existint fins i tot filtres per a reproduir els còdecs d'Ogg en pràcticament qualsevol reproductor que suporti DirectShow (Windows Media Player, BSplayer, Winamp, etc.).
El terme Ogg algunes vegades es refereix incorrectament al còdec d'àudio Ogg Vorbis, perquè aquest va ser el primer que es va utilitzar amb el contenidor. També podria dir-se que és incorrecte referir-s'hi en majúscules, OGG, perquè no és un acrònim com WMA i no es pronuncia com si fossin lletres individuals com MP3 (ema-pe-tres); encara que això no significa que sigui invàlid, per exemple, en programes multimèdia que mostren associacions d'extensions en una llista.

## Història
El projecte Ogg va ser creat per Monty (Christopher Montgomery), fundador i director tècnic de Xiph.Org. Va començar amb uns intents als caps de setmana amb un paquet de compressió d'audio simple com a part d'un projecte més gran en el 1993. En aquest moment, el software es deia "Squish". El projecte i el problema general de la compressió de la música es van convertir en una fascinació personal per Monty i Squish va adquirir vida pròpia més enllà dels projectes d'estudis d'àudio digital que havia de ser.